# LV Krajowy Festiwal Piosenki Polskiej w Opolu
LV (55.) Krajowy Festiwal Piosenki Polskiej w Opolu odbył się w dniach 8–11 czerwca 2018.

## Koncert „Przebój na Mundial”
- Koncert nawiązujący do Mundialu odbył się 8 czerwca 2018 roku.
- Prowadzący: Rafał Brzozowski, Agata Konarska, Izabella Krzan, Maciej Kurzajewski, Artur Orzech i Rafał Patyra.
- W przerwie koncertu, transmisja z meczu towarzyskiego piłki nożnej reprezentacji Polski z reprezentacją Chile.
- Maryla Rodowicz odebrała Złotą Płytę za album Ach świecie....

| Goście koncertu         | Goście koncertu                |
| Wykonawca               | Piosenka                       |
| ----------------------- | ------------------------------ |
| Maryla Rodowicz         | „Futbol” „Dalej orły”          |
| Kamil Bednarek          | „Euforia”                      |
| Liber feat. InoRos      | „Czyste szaleństwo”            |
| Andrzej Dąbrowski       | „A Ty się bracie nie denerwuj” |
| Golden Life             | „Mundialówka”                  |
| Bohdan Łazuka           | „Tajemnica Mundialu”           |
| Rafał Brzozowski        | „Świat jest nasz”              |
| Krzysztof Krawczyk      | „Lewandowski, gol dla Polski!” |
| Andrzej Nowak & Złe psy | „Urodziłem się w Polsce”       |

### Konkurs o przebój naMundial 2018
- Przebój na Mundial 2018 (jury + widzowie): Kombi „Polska drużyna”.
- Skład jury: Karolina Bojar, Andrzej Dąbrowski, Tomasz Hajto, Tomasz Kłos, Rafał Poliwoda.

| Konkurs o przebój na Mundial 2018 | Konkurs o przebój na Mundial 2018 | Konkurs o przebój na Mundial 2018 | Konkurs o przebój na Mundial 2018 | Konkurs o przebój na Mundial 2018 | Konkurs o przebój na Mundial 2018 | Konkurs o przebój na Mundial 2018 |
| Lp.                               | Wykonawca                         | Piosenka                          | Jury                              | Widzowie                          | Suma                              | Miejsce                           |
| --------------------------------- | --------------------------------- | --------------------------------- | --------------------------------- | --------------------------------- | --------------------------------- | --------------------------------- |
| 1.                                | Pectus                            | „Smak zwycięstwa”                 | 7                                 | 4                                 | 11                                | 4                                 |
| 2.                                | InoRos                            | „Dawaj Polska”                    | 6                                 | 5                                 | 11                                | 3                                 |
| 3.                                | Rudnik (Adam Rudnicki)            | „Twój dzień”                      | 0                                 | 1                                 | 1                                 | 7                                 |
| 4.                                | Orły.PL                           | „Chodź na mecz”                   | 0                                 | 3                                 | 3                                 | 6                                 |
| 5.                                | Kombi                             | „Polska drużyna”                  | 4                                 | 7                                 | 11                                | 1                                 |
| 6.                                | Chucho & HCR                      | „Ole, Ole”                        | 3                                 | 2                                 | 5                                 | 5                                 |
| 7.                                | Blondyn i polscy fani z Irlandii  | „Lecimy do Rosji”                 | 5                                 | 6                                 | 11                                | 2                                 |

## Koncert „Debiuty”
- Koncert odbył się 8 czerwca 2018 roku.
- Prowadzący: Barbara Kurdej-Szatan i Rafał Szatan.
- Na rozpoczęcie koncertu prowadzący Barbara Kurdej-Szatan i Rafał Szatan wraz z wszystkimi uczestnikami konkursu zaśpiewali przebój „Teraz Ty” (z repertuaru duetu Libera & Natalii Szroeder)
- Gościem specjalnym koncertu „Debiuty” był Andrzej Piaseczny, który obchodził jubileusz 25-lecia pracy artystycznej i zaśpiewał swoje przeboje „Śniadanie do łóżka”, „Rysowane tobie”, „15 dni”, „Jeszcze bliżej”, „Chodź, przytul, przebacz”.
- Nagroda Publiczności: Siostry Melosik „Batumi”.
- Nagroda im. Anny Jantar „Karolinka” (jury): Girls on Fire „Siła kobiet”.
- Skład jury: Olga Bończyk, Rafał Poliwoda, Łukasz Zagrobelny, Katarzyna Żak[2].

| „Debiuty” | „Debiuty”           | „Debiuty”            |
| Lp.       | Wykonawca           | Piosenka             |
| --------- | ------------------- | -------------------- |
| 1.        | Siostry Melosik     | „Batumi”             |
| 2.        | Krzysztof Iwaneczko | „Tonę”               |
| 3.        | Edyta Strzycka      | „Nowy horyzont”      |
| 4.        | Dolzz               | „Nibyland”           |
| 5.        | Goch.               | „Kobieta prasująca”  |
| 6.        | Michał Sołtan       | „Dzieje się”         |
| 7.        | Small Mechanics     | „Gęstnieją jesienie” |
| 8.        | Girls on Fire       | „Siła kobiet”        |
| 9.        | Karolina Micor      | „Ataki”              |

## Koncert „Premiery”
- Koncert odbył się 9 czerwca 2018 roku.
- Prowadzący: Agata Konarska, Artur Orzech.

Występy podczas koncertu „Premiery”:
- - Krzysztof Krawczyk, który obchodził jubileusz 55-lecia pracy artystycznej otrzymał Nagrodę specjalną TVP1 i wykonał swoje hity sprzed lat „Parostatek”, „Byle było tak” oraz „Ostatni raz zatańczysz ze mną”.
  - Maciej Miecznikowski & zespół Leszcze przypomnieli swoje piosenki „Ta dziewczyna” i „Tak się bawi nasza klasa” oraz zagrali medley Opolskich przebojów „Wakacje z blondynką” (z repertuaru Macieja Kossowskiego), „Bo z dziewczynami” (z repertuaru Jerzego Połomskiego) oraz „Nie liczę godzin i lat” (z repertuaru Andrzeja Rybińskiego).
  - Blue Café, zespół obchodził jubileusz 20-lecia pracy artystycznej otrzymał Nagrodę specjalną TVP1 i wykonał swoje przeboje „Buena”, „Zapamiętaj” oraz „Do nieba, do piekła”.
  - Kasia Cerekwicka, czyli laureatka zeszłorocznego konkursu Premier zaśpiewała zwycięską kompozycję „Bez Ciebie”
- Nagroda za muzykę (ZAiKS): Piotr Rubik „Pół na pół”.
- Nagroda za słowa do piosenki (ZAiKS): Tomasz Organek „5 Rano”.
- Nagroda specjalna (ZAiKS): Nadia Dalin (muzyka), Sonia Krasny (słowa) „Jeszcze Cię nie ma”[3].
- Nagroda „Premiery” (jury): Tulia „Jeszcze Cię nie ma”.
- Nagroda publiczności „Premiery”: Tulia „Jeszcze Cię nie ma”.
- Skład jury: Krzysztof Kiljański, Włodzimierz Korcz, Alicja Majewska, Rafał Poliwoda, Janusz Radek, Paweł Rurak-Sokal.

| „Premiery” | „Premiery”                         | „Premiery”            |
| Lp.        | Wykonawca                          | Piosenka              |
| ---------- | ---------------------------------- | --------------------- |
| 1.         | Marta Gałuszewska                  | „Nie mów mi nie”      |
| 2.         | Future Folk                        | „Krakowiacy i górale” |
| 3.         | Sławek Uniatowski                  | „5 Rano”              |
| 4.         | Tulia                              | „Jeszcze Cię nie ma”  |
| 5.         | Rubik (wyk. Marcin Januszkiewicz)  | „Pół na pół”          |
| 6.         | K.A.S.A.                           | „Piasek”              |
| 7.         | Tomasz Karolak i Pączki w Tłuszczu | „Kiedy rozum śpi”     |
| 8.         | Jakub Krystyan                     | „Ty mnie znasz”       |
| 9.         | Ola Nizio                          | „Kuloodporna”         |

## Koncert piosenek literackich i kabaretowych stulecia „Ja to mam szczęście”
- Koncert odbył się 9 czerwca 2018 roku.
- Prowadzący: Maciej Miecznikowski.

| „Ja to mam szczęście”                                                        | „Ja to mam szczęście”                           | „Ja to mam szczęście” |
| Wykonawca                                                                    | Piosenka                                        | Wykonawca oryginalny  |
| ---------------------------------------------------------------------------- | ----------------------------------------------- | --------------------- |
| Katarzyna Dąbrowska                                                          | „Korowód”                                       | Marek Grechuta        |
| Krzysztof Kiljański                                                          | „Tak jak malował pan Chagall”                   | Wojciech Młynarski    |
| Damian Ukeje                                                                 | „Widzieć więcej”                                | Marek Grechuta Anawa  |
| Olga Szomańska                                                               | „Łatwopalni”                                    | Maryla Rodowicz       |
| Janusz Radek                                                                 | „Świecie nasz”                                  | Marek Grechuta        |
| Elżbieta Romanowska Marek Kaliszuk                                           | „Czy te oczy mogą kłamać?”                      | Jan Pietrzak          |
| Grażyna Auguścik                                                             | „Samba przed rozstaniem”                        | Hanna Banaszak        |
| Katarzyna Żak                                                                | „Filozofia małżeńska”                           | Hanna Banaszak        |
| Przemysław Babiarz                                                           | „W Polskę idziemy”                              | Wiesław Gołas         |
| Mikołaj Krawczyk                                                             | „Ja wysiadam”                                   | Anna Maria Jopek      |
| Agata Nizińska                                                               | „Życie to nie teatr”                            | Edward Stachura       |
| Edyta Geppert                                                                | „Miasteczko pana Andersena”                     | Edyta Geppert         |
| Janusz Radek Monika Dryl Damian Ukeje                                        | „Tango na głos, orkiestrę i jeszcze jeden głos” | Maryla Rodowicz       |
| Jacek Kawalec                                                                | „Kartka z dziejów ludzkości”                    | Grzegorz Turnau       |
| Olga Bończyk                                                                 | „Z kim tak Ci będzie źle jak ze mną?”           | Kalina Jędrusik       |
| Monika Dryl                                                                  | „Już nigdy”                                     | Sława Przybylska      |
| Natalia Sikora                                                               | „Tomaszów”                                      | Ewa Demarczyk         |
| Maciej Miecznikowski                                                         | „Piosenka niekochającego”                       | Jan Kobuszewski       |
| Paulina Gruszecka                                                            | „Jest fantastycznie”                            | Michał Bajor          |
| Szymon Pejski                                                                | „Małgocha”                                      | Piotr Bukartyk        |
| Agnieszka Twardowska                                                         | „Niebo do wynajęcia”                            | Robert Kasprzycki     |
| Marek Kaliszuk                                                               | „W wielkim mieście”                             | Raz, Dwa, Trzy        |
| Katarzyna Dąbrowska i Maciej Miecznikowski (oraz wszyscy wykonawcy koncertu) | „Naprawdę nie dzieje się nic”                   | Grzegorz Turnau       |
| Katarzyna Dąbrowska i Maciej Miecznikowski (oraz wszyscy wykonawcy koncertu) | „Chyba już można”                               | Andrzej Poniedzielski |

## Koncert „Od Opola do Opola”
- Koncert odbył się 10 czerwca 2018 roku.
- Prowadzący: Tomasz Kammel.

### Lista wykonawców
| „Od Opola do Opola” | „Od Opola do Opola”                                                                | „Od Opola do Opola”                                                                  |
| Lp.                 | Wykonawca                                                                          | Piosenka                                                                             |
| ------------------- | ---------------------------------------------------------------------------------- | ------------------------------------------------------------------------------------ |
| 1.                  | Sławomir & Kajra                                                                   | „Miłość w Zakopanem”                                                                 |
| 2.                  | Wanda i Banda (Nagroda TVP1 za 35-lecie pracy artystycznej – Wandy Kwietniewskiej) | „Nie będę Julią” „Kochaj mnie miły”                                                  |
| 3.                  | Sarsa                                                                              | „Volta” „Motyle i ćmy”                                                               |
| 4.                  | Edyta Górniak & Don                                                                | „Andromeda”                                                                          |
| 5.                  | Kasia Kowalska (Nagroda TVP1 za 25-lecie pracy artystycznej)                       | „Antidotum” „Pieprz i sól”                                                           |
| 6.                  | Margaret                                                                           | „Byle jak” „In my Cabana”                                                            |
| 7.                  | Natalia Szroeder                                                                   | „Parasole”                                                                           |
| 8.                  | Ifi Ude & Andrzej Krzywy                                                           | „Ludzkie gadanie” (z repertuaru Maryli Rodowicz)                                     |
| 9.                  | Ruda & Gromee                                                                      | „Bo jo Cię kochom” (z repertuaru zespołu De Press)                                   |
| 10.                 | Krzysztof Zalewski                                                                 | „Domek bez adresu” (z repertuaru Czesława Niemena) „Polsko”                          |
| 11.                 | Edyta Geppert                                                                      | „Szukaj mnie” (z filmu Kogel-mogel) „Poeci nie zjawiają się przypadkiem”             |
| 12.                 | Kortez (Nagroda specjalna TVP1)                                                    | „Dobry moment” „Pierwsza”                                                            |
| 13.                 | Stanisława Celińska (Nagroda specjalna TVP1)                                       | „Cudem jest świat” „Mija raz dwa”                                                    |
| 14.                 | Alicja Majewska & Włodzimierz Korcz (Nagroda specjalna TVP1)                       | „Wszystko może się stać” „Jeszcze się tam żagiel bieli” „Wiązanka piosenek ludowych” |

## Koncert przebojów stulecia „Piosenka Ci nie da zapomnieć”
- Koncert odbył się 10 czerwca 2018 roku.
- Prowadzący: Artur Orzech.

| „Piosenka ci nie da zapomnieć”                           | „Piosenka ci nie da zapomnieć”                        | „Piosenka ci nie da zapomnieć”     |
| Wykonawca                                                | Piosenka                                              | Wykonawca oryginalny               |
| -------------------------------------------------------- | ----------------------------------------------------- | ---------------------------------- |
| Halina Mlynkowa                                          | „Już nie zapomnisz mnie”                              | Aleksander Żabczyński              |
| Kombii                                                   | „Czas nas uczy pogody”                                | Grażyna Łobaszewska                |
| Natalia Szroeder                                         | „Nic nie może przecież wiecznie trwać”                | Anna Jantar                        |
| Katarzyna Cerekwicka                                     | „Pamiętasz była jesień”                               | Sława Przybylska                   |
| Sławek Uniatowski                                        | „Lubię wracać tam, gdzie byłem”                       | Zbigniew Wodecki                   |
| Natalia Sikora                                           | „Zegarmistrz światła”                                 | Tadeusz Woźniak                    |
| Małgorzata Ostrowska & Daria Zawiałow                    | „Biała flaga”                                         | Republika                          |
| Rafał Brzozowski                                         | „Wielka woda”                                         | Maryla Rodowicz                    |
| Andrzej Krzywy & Sławek Uniatowski                       | „Supermenka”                                          | Kayah                              |
| Andrzej Lampert                                          | „Jej portret”                                         | Bogusław Mec                       |
| Marek Piekarczyk                                         | „Jestem kobietą”                                      | Edyta Górniak                      |
| Kasia Kowalska                                           | „Zawsze tam gdzie ty”                                 | Lady Pank                          |
| De Mono                                                  | „Kiedy byłem małym chłopcem”                          | Tadeusz Nalepa Breakout            |
| Feel                                                     | „Wehikuł czasu”                                       | Dżem                               |
| Ryszard Rynkowski                                        | „C’est la vie – Paryż z pocztówki”                    | Andrzej Zaucha                     |
| Ruda & Damian Ukeje & Łukasz Drapała                     | „Gdy nie ma dzieci”                                   | Kult                               |
| Krzysztof Zalewski & Natalia Przybysz & Paulina Przybysz | „Dziwny jest ten świat”                               | Czesław Niemen                     |
| Red Lips                                                 | „Teksański”                                           | Hey                                |
| Ifi Ude                                                  | „Już nie ma dzikich plaż”                             | Irena Santor                       |
| Beata Przybytek                                          | „Kochać”                                              | Piotr Szczepanik                   |
| Kasia Moś                                                | „Królowa łez”                                         | Agnieszka Chylińska                |
| Łukasz Zagrobelny                                        | „Jolka, Jolka”                                        | Budka Suflera Felicjan Andrzejczak |
| Natalia Szroeder                                         | „Cykady na cykladach”                                 | Maanam                             |
| Daria Zawiałow                                           | „Ostatni”                                             | Edyta Bartosiewicz                 |
| Kasia Cerekwicka & Kasia Moś                             | „Jak nie my to kto?”                                  | Mrozu & Tomson                     |
| Edyta Górniak                                            | „Co mi panie dasz”                                    | Bajm                               |
| Małgorzata Ostrowska                                     | „Idź precz” „Ale wkoło jest wesoło” „Chcemy być sobą” | Perfect                            |
| Opole Gospel Choir (wszyscy wykonawcy koncertu)          | „Dni, których nie znamy”                              | Marek Grechuta                     |

## Koncert „Scena alternatywna”
- Koncert muzyki alternatywnej odbył się 11 czerwca 2018 roku (TVP Kultura)[7].
- Reżyseria: Grzegorz Sadurski
- Prowadzący: Agnieszka Szydłowska i Marek Horodniczy[7].

### Lista wykonawców
- Jazz Band Młynarski-Masecki
- Kasia Lins
- Daria Zawiałow
- Błażej Król
- Pink Freud
- Julia Marcell
- Apteka
- Krzysztof Zalewski
- Maciej Sienkiewicz

## Studio Festiwalowe
- Studio Festiwalowe poprowadzili Agata Konarska (rzecznik prasowy 55. KFPP w Opolu), Radosław Brzózka i Mateusz Szymkowiak.